# Sirius (ster)
Sirius (alpha Canis Majoris) is de helderste ster van de nachtelijke sterrenhemel. Met een schijnbare helderheid van −1,46 is hij bijna dubbel zo helder als Canopus, de helderste ster na hem. Omdat Sirius de helderste ster is van het sterrenbeeld Grote Hond (Canis Major) staat hij ook bekend als de Hondsster. Andere namen zijn Canicula en Aschere. Met een afstand van 8,6 lichtjaar is Sirius na de Zon het op zes na dichtstbijzijnde stersysteem. Sirius is een type A hoofdreeksster. Deze ster maakt deel uit van de Winterzeshoek.

## Geschiedenis
In het Oude Egypte was deze ster bekend onder de naam Sopdet, wat volgens Plutarchus zwangere vrouw betekende en in het Grieks als Σῶθις  -  Sothis, werd overgenomen.
Ook in de Oudheid was Sirius al een beroemde ster. De ster komt prominent voor op de lijst van Claudius Ptolemaeus.

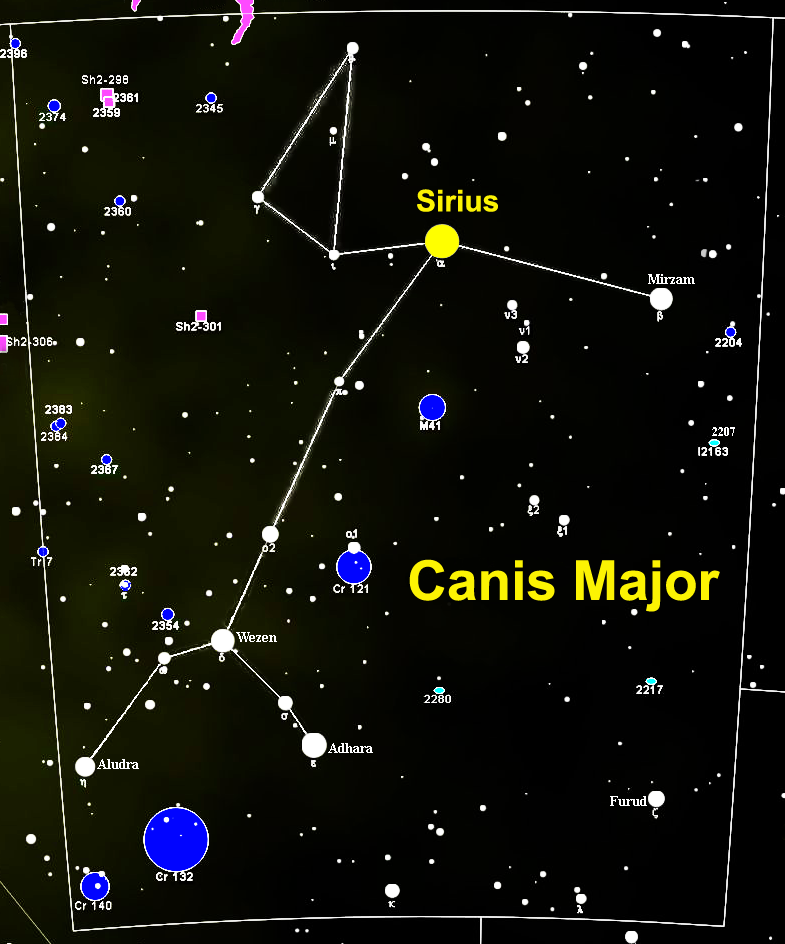
De locatie van Sirius in de Grote Hond

Tijdens de Hondsdagen van 23 juli tot 24 augustus is Sirius in Zuid-Europa kort voor zonsopkomst zichtbaar. De opkomst van Sopdet tegelijk met de zon (zogenaamde heliakische opkomst), markeerde in het Oude Egypte het begin van het nieuwe jaar, conform de Egyptische kalender. Dit moment gaf ook het begin aan van de jaarlijkse overstroming van de Nijl. Aan de hand van de helderheid en de kleuren van het twinkelen van Sirius tijdens deze opkomst werden astrologische voorspellingen voor Egypte gedaan.
In 1665 schatte Christiaan Huygens de afstand aarde-Sirius als 22 664 keer de afstand aarde-zon, door de lichtsterkte van Sirius te vergelijken met die van de zon en aan te nemen dat Sirius gelijk was aan de zon. Volgens huidige inzichten is de afstand 8,6 lichtjaar, 24 maal verder.

## Sirius B
In 1844 merkte Friedrich Bessel op, dat Sirius geen rechte baan aan de hemel beschrijft, maar een golflijn. Hij nam aan dat Sirius een onzichtbare begeleider bezit: beide sterren wentelen met een periode van 50,1 jaar om elkaar heen, waardoor de baan van Sirius golvingen vertoont. Later werden de banen zelfs berekend, zonder dat de begeleider ooit was waargenomen.

De omloopbaan van Sirius B om Sirius A

Deze component werd in 1862 door de lenzenslijper Alvan Clark voor het eerst gezien. Het bleek dat ze van de 7e grootte was en dus theoretisch gemakkelijk met een zeer kleine kijker waar te nemen moest zijn. Dit is niet het geval, doordat het sterke licht van Sirius (Sirius A) de begeleider (Sirius B) overstraalt. Sirius B werd later door de Amerikaanse astronoom Walter Adams geïdentificeerd als witte dwerg. Dit was de eerste witte dwerg die gevonden werd: de diameter is slechts 0,022 (zon = 1), de massa echter 0,99 (zon = 1). De dichtheid is hiermee gemiddeld bijna 100 000 keer die van de zon. De gemiddelde afstand A-B is 20 AE (visueel 7,6"), de periode is 50,052 jaren, schijnbare magnitude 8,4, absolute magnitude 11,3.

## Toekomst
Vanwege zijn eigenbeweging en radiële snelheid verplaatst de ster Sirius zich nu langzaam in zuidwestelijke richting over de hemelsfeer (ongeveer 1 graad per 3.000 jaar) en bereikt hij over ongeveer 67.000 jaar zijn kleinste afstand (ongeveer 7.6 lichtjaar) tot ons zonnestelsel. Daarna zal Sirius zich weer van ons af bewegen en steeds zwakker worden. Naar verwachting zal zijn rol als helderste ster in de avondhemel over 210.000 jaar door Wega overgenomen worden.

## Mythologie
In de Griekse mythologie doodt Artemis (na misleid te zijn door haar broer Apollo) per ongeluk haar geliefde, Orion. Hierdoor was ze zo bedroefd dat ze hem als een sterrenbeeld aan de hemel zette, met zijn trouwe hond Sirius naast zich, zodat ze hem kon blijven zien.

## Varia
Anderhalve graad ten zuiden van Sirius is het balkspiraalstelsel NGC 2283 te vinden. Nog twee en een halve graad zuidwaarts van NGC 2283 is de vrij gemakkelijk waarneembare open sterrenhoop Messier 41 te vinden. Driekwart graad ten oostzuidoosten van Sirius bevindt zich de uiterst lichtzwakke reflectienevel NGC 2296 die, te wijten aan het schijnsel van de heldere Sirius, met behulp van telescopen en digitale cameras relatief moeilijk te fotograferen is.

## Thomas Jefferson Jackson See
De Amerikaanse astronoom Thomas Jefferson Jackson See (1866-1962) beweerde dat Sirius ooit een opmerkelijk roodkleurige ster was. Hij baseerde zich op ooggetuigenverslagen uit de oudheid, afkomstig van Aratos, Cicero, Homerus, Horatius, Seneca, en Ptolemaeus. Deze ooggetuigenverslagen werden in 1760 vermeld door de Britse meteoroloog Thomas Barker (1722-1809) in On the Mutations of the Stars (Philosophical Transactions, 1760), en een honderdtal jaren later opnieuw uit de obscuriteit gehaald door T.J.J. See. 